# Dobrodan, Loveci
Dobrodan (în bulgară Добродан) este un sat în comuna Troian, regiunea Loveci,  Bulgaria. 

## Demografie
Componența etnică a satului Dobrodan
     Turci (9,32%)
     Bulgari (69,97%)
     Nicio identificare (20,69%)
     Altele (0%)
La recensământul din 2011, populația satului Dobrodan era de 343 locuitori. Din punct de vedere etnic, majoritatea locuitorilor (69,97%) erau bulgari, cu o minoritate de turci (9,32%). Pentru 20,69% din locuitori nu este cunoscută apartenența etnică.